# 洪民基
洪民基（韓語：홍민기，2002年3月12日—），韓國男演員。2023年在驚悚劇《天黑了》嶄露頭角，2024年在《愛在獨木橋》中飾演朱智勳的高中時期。

## 演出作品

### 劇集
| 年份   | 播放平台    | 劇名                                | 角色   | 備註     |
| 2020年 | Cheese Film | 《187cm 155cm》                     | 民基   | 主演     |
| 2020年 | Cheese Film | 《男生群體 女生朋友》               | 民基   | 主演     |
| 2020年 | Cheese Film | 《我們之間 30cm》                   | 民基   | 主演     |
| 2020年 | Cheese Film | 《開玩笑的男生朋友 認真的男生朋友》 | 民基   | 主演     |
| 2020年 | Cheese Film | 《和摯友接吻後變得尷尬》            | 民基   | 主演     |
| 2021年 | strong      | 《牽手吧》                          | 延皓   | 主演     |
| 2021年 | strong      | 《摯友與接吻》                      | 民基   | 主演     |
| 2022年 | Cok tv      | 《不想回家》                        | 韓光   | 主演     |
| 2022年 | U-NEXT      | 《Dear. M》                         | 東奎   | 配角     |
| 2022年 | U+Mobiletv  | 《天黑了》                          | 張炫浩 | 配角     |
| 2024年 | tvN         | 《愛在獨木橋》                      | 石志源 | 高中時期 |
| 2025年 | TVING       | 《流氓讀書會》                      | 朴建燁 | 配角     |
| 2025年 | MBC         | 《芭妮與哥哥們》                    | 秦賢伍 | 配角     |
| 2025年 | NETFLIX     | 《槍口彼端》                        | 姜成俊 | 配角     |

## 外部連結
- 經紀公司的Instagram帳戶
- 洪民基的Instagram帳戶
- 洪民基在NAVER上的资料
- 洪民基在互联网电影资料库（IMDb）上的資料（英文）
- 洪民基在HanCinema的頁面（英文）